# Story Untold
Story Untold – pierwszy album Miz w całości nagrany po angielsku. Album został nagrany w Szwecji.

## Lista utworów
1. "Amazing"
2. "Story Untold"
3. "Backseat Baby"
4. "You Can Do Anything (Ordinary Girl)"
5. "She's A Feak"
6. "Not You"
7. "Waiting"
8. "Strong"
9. "Dreams"
10. "Can't Hold Back My Tears"